# کوچه و موزه
کوچه و موزه فیلمی به کارگردانی کاظم بلوچی و نویسندگی بلوچی، رضا مقصودی، کریم هاتفی‌نیا محصول سازمان سینمایی سبحان(سعید حاجی میری) در سال ۱۳۷۲ است که در سیزدهمین جشنوارهٔ فیلم فجر(۱۳۷۳) به نمایش درآمد و فیلمنامهٔ آن برندهٔ دیپلم افتخار گردید.

## خلاصه داستان
اپیزود اول: «مرضیه» دختر آقای «رحمانی» که ۹ سال دارد و در کلاس سوم ابتدایی تحصیل می‌کند در مدرسه متوجه می‌شود که نام خانوادگی‌اش با «راضیه»، خواهر ۶ ساله خود که امسال تازه به مدرسه رفته فرق دارد. این مسئله مشکلاتی را برای «مرضیه» و خانواده‌اش به وجود می‌آورد. اپیزود دوم: «حمید» پسر آقای «نادری» در اتفاقی کوچک متوجه می‌شود که پدر واقعی‌اش نام دیگری دارد و در عکسی که به دست می‌آورد پدر واقعی خود را در کنار پدر «مرضیه» در جبهه می‌بیند. «حمید» برای به دست آوردن نام و نشانی پدر واقعی خود تلاش می‌کند…

## بازیگران
- یگانه بلوچی
- بهادر ابراهیمی
- جلیل فرجاد
- حسن کاخی
- سودابه آقاجانیان
- عطیه غبیشاوی
- حسن جنگی
- بهرام ابراهیمی
- جلال آهنیان